# Obița, Caraș-Severin
Obița este un sat în comuna Cornereva din județul Caraș-Severin, Banat, România.